# Согуру-Сала (приток Угояна)
Согуру-Сала (устар. Согуруу-Салаа) — река в Алданском районе Якутии, правый приток Угояна. Устье находится в 2 км к северу от посёлка Угоян Беллетского наслега в 1,6 км от устья реки Угоян. Длина реки — 15 км.
Основной приток — Хаппырастахтыр-Угоян.